# Isidro de Espinosa
Isidro Félix de Espinosa (1679–1755) fue un misionero, explorador y cronista Franciscano novohispano.
Participó en varias expediciones a Nuevas Filipinas (actual Texas, EE. UU.) y encabezó el esfuerzo de las misiones franciscanas en Nueva Filipinas desde el Colegio de Santa Cruz de Querétaro.

## Biografía

### Primeros años
Nacido en la región de Querétaro en el virreinato de Nueva España, fue hijo de Isidro de Espinosa y Gertrudis de Miraelrío Tovar.  Espinosa tuvo nueve hermanos, tres de quienes no alcanzaron la mayoría de edad. El 18 de marzo de 1696, Espinosa empezó estudiar en el Colegio Santa Cruz de Querétaro, y el 19 de marzo de 1697 entró en la orden franciscana. Se ordenó el 17 de diciembre de 1703,  y el 26 de febrero del mismo año alcanzó el sacerdocio. En algún momento entre el fin de 1703 e inicios de 1704 se unió a la misión de San Juan Bautista (actual Nuevo México, EE. UU.)

### Trabajo misionero en Tejas
Formó parte de la expedición del padre Espinosa, padre Antonio de Olivares y el capitán Pedro de Aguirre la región del río San Antonio en Nueva Filipinas (actual San San Antonio, Texas, EE.UU). La expedición partió el 5 de abril de 1709 y su propósito era establecer poblaciones mediante misiones para evangelizar a los indígenas y asegurar la soberanía del territorio frente a la amenaza anexionista desde La Luisiana francesa. La expedición contaba con una guarnición militar y contaba con la presencia de abundante agua en la región que aseguraría el desarrollo agrícola y ganadero. Durante su trayecto, la expedición hizo contacto inicial con indios coahuiltecos como los Pastia, así como con los Yojuane, Simonos y Tusonibi en el entorno del río San Antonio y río Brazos.  La expedición prosiguió al valle de Río del Colorado e intentaron, sin éxito, contactar con los Hasinai caddo, regresando a San Juan Bautista en 1709.
Tras la expedición, de Espinosa regresó a Querétaro, donde le fue hecho el encargo de establecer el sistema de misiones en la provincia de los Tejas. Emprendió una nueva expedición a Tejas y en 1716 fundó, junto a Domingo Ramón, las misiones de San Francisco de los Tejas, Nuestra Señora de la Inmaculada Concepción (ubicación junto al río Angelina) y San José de los Nazonis. Una segunda expedición de finales de 1716, nuevamente junto a Domingo Ramón, se adentró en el este de Tejas para continuar con el sistema de misiones. Además, de Espinosa formó parte de las expediciones a Tejas de Martín de Alarcón (1718) y San Miguel de Aguayo (1721).En esta época fue nombrado director de las misiones fundadas por el Colegio de Santa Cruz de Querétaro pero tras la expedición de 1721 no regresó a Tejas. 
En 1733 le concedido el título de presidente del hospicio futuro de San Fernando en Ciudad de México. Espinosa pasó los años finales de su vida en el Colegio de Santa Cruz en Querétaro, donde escribió su valiosa Crónica de los Colegios de Propaganda Fide de la Nueva España (1746). Murió el 14 de febrero de 1755.

## Cronista de Tejas
Fue cronista de la Tejas española en la primera mitad del siglo XVIII, con el apodo de El Julio Cesar de la Fé en Nueva España. Además de literatura, es el autor de la biografía del misionero franciscano Antonio Margil de Jesús. Su obra más relevante es Crónica de los Colegios de Propaganda Fide de la Nueva España (1746), el cual ha sido considerado el trabajo más excepcional en Texas en términos de la información proporcionada sobre el trabajo del Franciscanos en el norte de Nueva España, siendo reimpreso en 1964.
Además, una carta escrita por Espinosa en febrero de 1718 es ahora considerado el segundo o tercer documento más viejo que se conoce que usó el término Nuevas Filipinas, el nombre oficial de la más nororiental provincia de la Nueva España durante el siglo XVIII.

## Obras
- Carta de fray Isidro Félix de Espinosa [al virrey marqués de Valero] sobre las necesidades de las misiones de Texas: Provincia de Nuevas Filipinas y de los Texas, 28 febrero 1718[8]
- Chronica apostolica y seraphica de todos los colegios de Propaganda fide de esta Nueva España de misioneros Franciscanos observantes (1746)[9]
- El peregrino septentrional atlante: delineado en la exemplarissima vida del Venerable Padre F. Antonio Margil de Jesus (1747)[10]
- Nuevas empressas del peregrino americano septentrional atlante: descubiertas en lo que hizo cuando vivia, y aun despues de su muerte ha manifestado el V.P.F. Antonio Margil de Jesus (1747)[10]